# Oops!… I Did It Again (dal)
Az Oops!… I Did It Again (magyarul: Oops!… Újra megcsináltam) Britney Spears amerikai énekesnő dala második nagylemezéről, az Oops!… I Did It Again-ről. A számot Max Martin és Rami Yacoub írta, ők is komponálták. 2000. március 27-én jelent meg a Jive Records gondozásában az album első kislemezként. Az Oops!… I Did It Again egy tinipop dal, egy lányról szól, aki úgy gondolja, hogy a szerelem csak játék, és játszadozik a barátjával ezzel kimutatva, hogy nem is olyan ártatlan. A felvétel tartalmaz egy párbeszédet, amiben említés esik a Titanic című filmről.
Pozitív visszajelzéseket kapott a zenekritikusoktól. Sokan hasonlították első kislemezéhez, a …Baby One More Time-hoz. Nagy kereskedelmi siker lett, az első helyezést érte el tizenegy ország slágerlistáján, hat másik országban pedig a top 5-be került. Az egyik legalacsonyabb helyezését a Billboard Hot 100-on érte el, ahol a 9. helyig jutott. Rengeteg minősítést kapott világszerte. Mára 6 500 000 darabot adtak el belőle, ezzel minden idők egyik legsikeresebb, Britney dalai közül világszinten a 4. legkelendőbb kislemez lett.
A dal videóklipjét Nigel Dick rendezte. A klipben Spears a Marson énekel és táncol, miközben egy űrhajós szerelmes lesz belé. Spears ötlete alapján egy szűk piros latex ruhát visel a klipben. Ez nagy botrányt kavart akkoriban, állítva, hogy túl szexis volt benne az énekesnő, fiatal kora ellenére. Sokszor előadta, négy koncertturnéján is szerepelt: a …Crazy 2K Tour-on, az Oops!… I Did It Again World Tour-on, a show ráadásaként, a Dream Within Dream Tour-on a műsor első dalaként, míg a The Onyx Hotel Tour-on egy átdolgozott verziót adott elő. A 2013-as Piece of Me shown rögtön a …Baby One More Time vége után kezdődött a szám.
Úgy tartják, hogy a dallal Britney a rajongóinak és a médiának akart üzenni. 2001-ben a számért jelölték a 43. Grammy díjátadón a A legjobb női popénekes teljesítményért, de Macy Gray I Try című dalával nyert. A 2001-es Kids 'Choice díjátadón jelölték kedvenc dalként, míg 2000-ben a klipje 3 jelölést kapott a MTV Video Music Awards-on.

## Háttér és kompozíció
Max Martin és Rami Yacoub írta Spears második nagylemezére, az Oops!… I Did It Again-re. A dal producerei is ők voltak. A duó harmadik száma lett, amit Britneynek írtak-komponáltak, és megjelent kislemezként. Spears 1999. novemberében énekelte fel a Cherion Studios-ban. A háttérvokált Nana Hedin és Martin biztosította. A keverést is Martin végezte el. 2000. március 27-én küldték el a rádióknak, az album első kislemezeként.
Az Oops!… I Did It Again egy tinipop-dance-pop dal, 3 perc 32 másodperc hosszú. Jocelyn Vena szerint a szám Britneyt tükrözi és azt, hogy "hogyan alakult át csintalan iskoláslányból intergalagtikus szex cicává". C-mollban íródott, mérsékelt tempójú és 96 percenkénti leütésszámmal rendelkezik. Spears hangterjedelme C#3-tól C#5-ig terjed. A Billboard írói szerint a dal hangzása hasonlít debütáló számára, a …Baby One More Time-ra, míg mások szerint a kórus némileg hasonlít a (You Drive Me) Crazy című sláger kórusához. C#m–A-G# akkordmenetet követi. A dal jellegzetessége, hogy tartalmaz egy párbeszédet, amiben említés esik a Titanic című filmről: „But wait a minute isn't this? / Yeah, yes it is. / But I thought the old lady dropped it into the ocean at the end? / Well Baby I went down and got it for you. / Awe you shouldn't have.” (magyarul: „Várj csak, ez csak nem az? / Igen, ez az. / De azt hittem, hogy az öreg hölgy bedobta az óceánba a végén. / Nos baby, lementem és felhoztam neked. / Ó, igazán nem kellett volna.”) A férfi hangját maga Martin biztosítja.

## Kritikai fogadtatás
Pozitív visszajelzéseket kapott a kritikusoktól. A Billboard szerkesztői szilárd popdalnak nevezték, ami erősíti Spears vörösen izzó karrierjét. Rob Sheffield a Rolling Stone egyik munkatársa zeneileg Barbra Streisand Woman In Love dalához, szövegileg The Smiths I Started Something I Couldn't Finish című számához hasonlította. Hozzátette, hogy nagyon dögösre sikeredett. Az NME személyzete a felvételt Michael Jackson, és a 80-as évek dalaihoz hasonlította, és a "…Baby One More Time keményebb változataként" emlegette. Andy Battaglia, az Online magazin egy szerkesztője úgy gondola, hogy a dal Britneyt tiltott gyümölcsként mutatja be, hasonlóan a …Baby One More Time-hoz. Bill Lamb a 6. helyre rakta a listáján, ami a legjobb Britney dalokat összegezte, mondván: „Az Oops!… I Did It Again fülbemászó, mámoros, szellemes és diadalmas.” Emellett kimondottan dicsérte a párbeszédes részt. A dalért Britneyt jelölték a 43. Grammy díjátadón a Legjobb női popénekes teljesítményért, de elvesztette a jelölést. Ezenkívül a 2001-es Kids' Choice Awards-on jelölték a Kedvenc dal kategóriában.

### Díjak és jelölések
| Év   | Díjátadó                        | Kategória               | Eredmény |
| ---- | ------------------------------- | ----------------------- | -------- |
| 2000 | MTV Europe Music Awards         | A legjobb dal           | Jelölve  |
| 2001 | Nickelodeon Kids’ Choice Awards | A kedvenc dal           | Jelölve  |
| 2001 | Grammy Awards                   | A legjobb női popénekes | Jelölve  |

## Kereskedelmi fogadtatás

### USA és Ázsia
A szám óriási hatást gyakorolt a rádiókra. Ennek köszönhetően 2000. június 17-én elérte a 9. helyezést a Billboard Hot 100-on. Ez lett az énekesnő harmadik top 10-es dala. Annak ellenére, hogy bejutott a legjobb 10-be, a Jive Records-nak csalódás volt az Egyesült Államokban való teljesítménye. Ennek az oka az lehetett, hogy teljes Amerikában kizárólag csak hanglemezként volt kapható, ami nem olyan népszerű, mint a CD-s kislemezek. A Radio Songs listán a nyolcadik volt, míg a Rhythmic Top 40 és a Top 40 Tracks listákon is bekerült a top 10-be. A Pop Songs listát uralni tudta több héten át. A Nielsen SoundScan adatai szerint 2012. júniusára 57 000 fizikai, és 465 000 digitális példányban kelt el az USA-ban. Az albumról megjelent kislemezek közül az Oops!… I Did It Again lett a legtöbb digitális eladással rendelkező szám az USA-ban.
Japánban a dal rosszul teljesített, csak a 67. helyig jutott el.

### Európa és Óceánia
Európában jól teljesített, bekerült a top-5-be minden európai országban. A csúcspozíción debütált Olaszország, Norvégia, Hollandia, Svédország és Svájc kislemezlistáin. Franciaországban a 4. helyig jutott, és aranylemez lett, mivel több, mint 250 000 példányban kelt el a Syndicat National de l'Edition Phonographique adatai szerint. Németországban a 2. hely volt a legjobb helyezése. Ott is aranylemez lett. Spears harmadik első helyezett száma lett az Egyesült Királyságban, miután 100 000 eladott darab után az első helyen debütált a Brit kislemezlistán. Mára már 470 000 példány talált gazdára belőle, ezzel aranylemez lett, és Spears 3. legkelendőbb dala a szigetországban. Egyedül debütáló dalából és a Scream & Shout-ból adtak el többet. A jó helyezések eredménye az lett, hogy a Hot 100 Singles Eurochart-ot 6 héten át vezette.
Ausztráliában az első helyen debütált a slágerlistán, és 70 000 eladott példánnyal platinalemez lett. Viszont csak a második legkeresettebb szerzemény lett az Oops!… I Did It Again, mivel a Lucky jobb helyezést ért el az év végi listán. Új-Zélandon a 39. helyen debütált és két héttel később elérte az első helyet. Később platinalemez lett, amit a Recording Industry Association of New Zealand szervezet 15 000 eladott darab után könyvel el egy kislemeznek. Összesen 18 hetet maradt a slágerlistán.
2000 egyik legmeghatározóbb kislemezévé vált, és Britney bebizonyította a kételkedők szemében, hogy tartani tudja az 1999-ben elért hatalmas sikereket. Mára világszerte hatmillió példányban kelt el, ezzel az egyik legkelendőbb kislemez lett a világon.

## Videóklip

### Háttér

Britney a videóklipben. A piros latex ruha nagyon testhezálló volt, emiatt nagy botrányt kavart

Az Oops!… I Did It Again-hez tartozó klipet Nigel Dick rendezte, akit az énekesnő előző videóival is foglalkozott. A forgatás március 17-18-án zajlott le Kaliforniában. A koreográfiát Tina Landon készítette. A videó története Spears ötlete volt, mondván, hogy ő táncolni akar a Mars bolygón. A ruha is az ő ötlete alapján készült. A videó elkészítése összesen 750 000 dollárba került, ami a mai dollárerősséget nézve egymillió dollárnak felel meg. Ez az egyik legnagyobb költségvetésű kisfilm. A forgatás alatt történt egy kisebb baleset: az egyik kamera ráesett Britney fejére. Az édesanyja úgy gondolta, hogy agyrázkódást kapott, mivel vérzett a feje. Rögtön hívtak orvost. Négy öltést kapott a fejére, és 4 órával később már folytatták a forgatást. A klipet 2000. április 10-én mutatták be az MTV Making the Video című műsorában. 2 nappal később a videó elérte az 1. pozíciót a Total Request Live műsorban. Három kategóriában jelölték az MTV Video Music Awards-on: A legjobb videóklip női előadótól, a A legjobb popvideóklip kategóriában, illetve a közönségdíjra. 2010-ben a Billboard indított, egy szavazást, amiben a 10 legjobb Britney klipet kérték számon. A klipet a 4. helyre sorolták.
| Év   | Díjátadó               | Kategória           | Eredmény |
| ---- | ---------------------- | ------------------- | -------- |
| 2000 | MTV Video Music Awards | A legjobb női videó | Jelölve  |
| 2000 | MTV Video Music Awards | A legjobb pop videó | Jelölve  |
| 2000 | MTV Video Music Awards | Közönségdíj         | Jelölve  |

### Áttekintés
A videó egy körülbelül 40 másodperces bevezetősztorival kezdődik: Egy űrhajós a Marson talál egy követ, amin az Oops!… I Did It Again borítója található. Egy tudós a Földön látja a képet és így szól: „Aranyos. De mi ez?” Az űrhajós így válaszol: „Oh, aranyos az biztos. Ez nem lehet...” Röviddel ezután elkezd remegni a bolygó, és megjelenik egy színpadon Spears a piros, latex szűk ruhában, táncosokkal körülvéve. Elkezd énekelni és táncolni, miközben az űrhajóst felfüggesztik a levegőbe. Később Britneyn egy fehér kabát, fekete miniszoknya és hozzá illő csizma jelenik meg, miközben "szaltózik" a levegőben. Ezután beszél az űrhajóssal, aki odaadja neki az „Óceán szíve” gyémántot a Titanic filmből, ami itt Britney iránti szerelmének a szimbóluma volt. Spears meg is tudakolta, hogy honnan van: „De azt hittem, hogy az öreg hölgy bedobta az óceánba a végén.” Válaszként így szólt az űrhajós: „Nos baby, lementem és visszahoztam neked.” Bár úgy látszik, hogy az űrhajós beszél, de meghagyták Martin hangját. Spears megköszöni az ékszert, és elmegy, az űrhajós pedig vállat von, és elkezd táncolni. A Földön lévő irányítóközpontban is elkezdenek táncolni. Ez így megy addig, amíg vége nem lesz a klipnek.

## Élő előadások

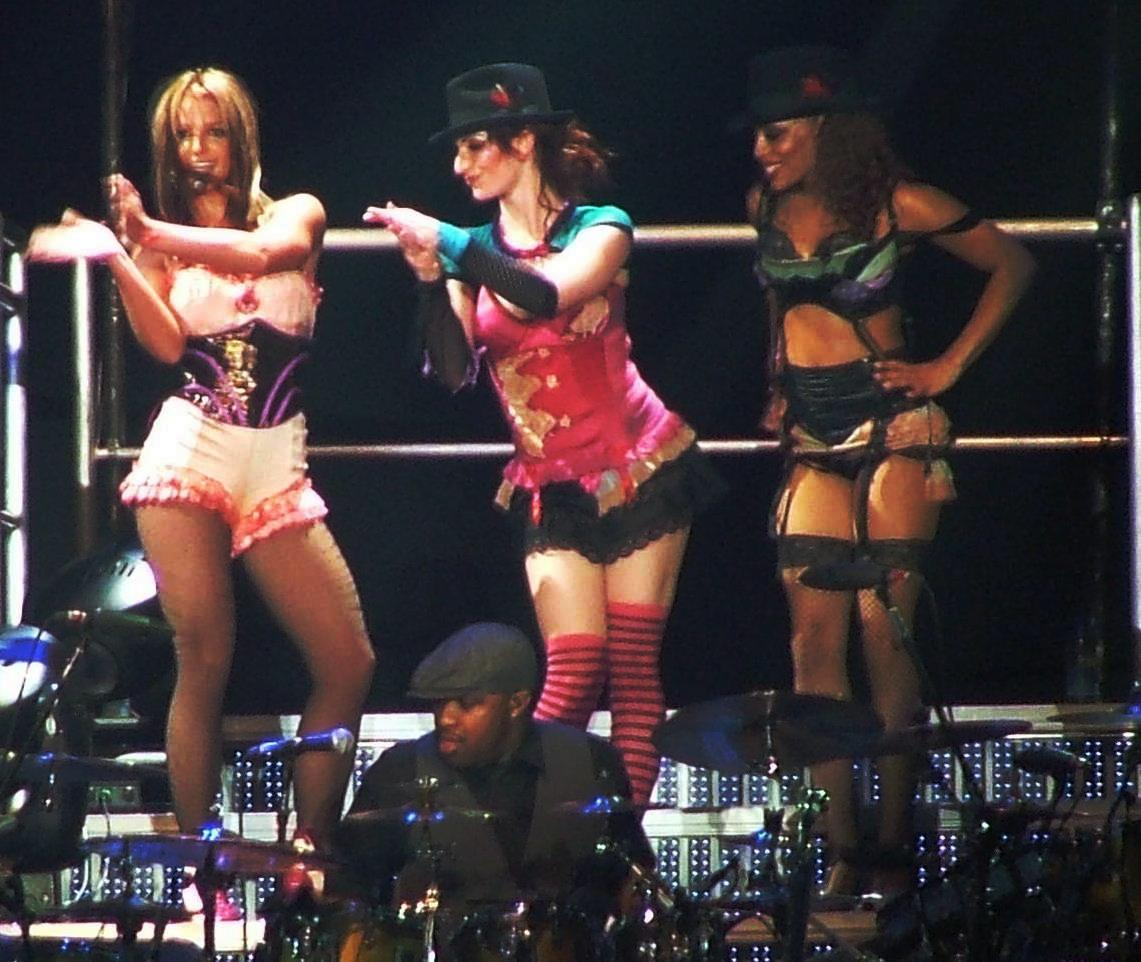
Britney és a táncosai a The Onyx Hotel turnén az Oops!… I Did It Again akusztikus előadása közben.

2000. szeptember 7-én Spears az MTV Video Music Awards-on, New Yorkban adott egy emlékezetes előadást. Egyveleg részeként adta elő az Oops!… I Did It Again-t és a Rolling Stones (I Can't Get No) Satisfaction című slágerüknek a feldolgozását. A fellépést fekete öltönyben kezdte, majd sokkolva a közönséget és a médiát, ezt ledobta, és egy gyémántokkal teli bőrszínű ruhában folytatta előadását. Az Entertainment Weekly elhelyezte az Évtized legjobb előadásai listájukon, mondván: „Spears nagyon fel akar nőni, és látszik, hogy tesz ezért.”
Sok televíziós műsorban fellépett vele: a Rosie O'Donnel Show-ban 2000. május 12-én, a Saturday Night Live-ben május 13-án, az MTV Times Square Studios című műsorában egy 2 órás koncertet adva május 14-én, a Total Request Live-ben május 16-án, a Nickelodeon All That műsorában május 20-án és a The Tonight Show Jay Leno-ban május 23-án. 2000. június 8-án közvetítésre került egy koncert, amiben Britney élőben előadta a dalt. Spears és a ’N Sync fiúbanda alkut kötött McDonald’s-al. Spears egy McDonald's-os reklámban népszerűsítette a számot.
Spears a dallal négy koncertturnéján lépett fel. Először a 2000-ben induló Crazy 2K Tour-on adta elő, az új stúdióalbumának (Oops!… I Did It Again) népszerűsítése érdekében. Az ugyanabban az évben induló Oops!… I Did It Again World Tour-on a műsor ráadása volt. Előadását sok speciális effektus segítette. Egy lángmintás topot viselt az előadásban. A Dream Within Dream Tour-on ezzel kezdte fellépését, míg a The Onyx Hotel Tour-on egy átdolgozott verziót adott elő. A hangzása inkább a jazz zenéhez volt fogható. Kilenc évvel később újra hallhatóvá vált a felvétel, a Piece of Me shown. A számot közvetlenül a …Baby One More Time után adta elő, férfi táncosok között.

## Feldolgozások
Az Oops!… I Did It Again-t többen is feldolgozták. Max Raabe német énekes kabaréváltozatban vette fel a Super Hits című gyűjtőalbumára 2001-ben. A Zebrahead pop-punk együttes, és a Children of Bodom finn death heavy metal együttes is feldolgozta egy albumán. A 2009-es brit X-Faktorban a Jedward ír duó adta elő. 2005-ben egy komikus website kiadott egy változatot ezzel a címmel: "Oops I Did It Again!: The Original". Ezt a változatot állítólag Louis Armstrong énekelte fel 1932-ben Chicagóban. Richard Thompson is felvette egy középkori stílusú változatát a 1000 Years of Popular Music albumára. A számnak már egy kiparodizált változata is nyilvánosságra került: Bob Rivers Oops! I Farted Again címmel adta ki. 3 Videójátékban is helyet kapott, beleértve a Dance Dance Revolution 5thMix-ban, a Dance Dance Revolution Extreme 2-ban és a Karaoke Revolution Volume 3-ban. Több sorozatban is helyet kapott. Az amerikai sorozatban, a Will&Grace-ben, és a Neighbors from Hell-ben. 2010-ben a Glee – Sztárok leszünk! című tévéműsorban is előadták a dalt egyveleg részeként az I’m a Slave 4 U-val egy Spearsnek szánt külön részben. 2011-ben a Selena Gomez & the Scene nevű amerikai együttes előadott egy remixet Britney iránti tisztelgés gyanánt a We Own the Night Tour-on. A dal szerepelt ebben a mixben.

## Számlista és formátumok
| - CD kislemez 1. Oops!… I Did It Again – 3:30 2. Oops!… I Did It Again (Instrumental) – 3:29 3. From the Bottom of My Broken Heart (Ospina’s Millennium Funk Mix) – 3:29 4. Deep in My Heart – 3:34 - Brit CD kislemez 1. Oops!… I Did It Again – 3:30 2. Deep in My Heart – 3:34 3. From the Bottom of My Broken Heart (Ospina’s Millennium Funk Mix) – 3:29 | - The Remixes – EP 1. Oops!… I Did It Again – 3:30 2. Oops!… I Did It Again (Rodney Jenkins Remix) – 3:07 3. Oops!… I Did It Again (Ospina’s crossover Mix) – 3:15 4. Oops!… I Did It Again (Riprock 'N' Alex G. Oops! We Remixed Again! Radio Mix) – 3:54 5. Oops!… I Did It Again (Ospina’s Deep Club Mix) – 6:05 6. Oops!… I Did It Again (Riprock 'N' Alex G. Oops! We Remixed Again! Club Mix) – 4:52 7. Oops!… I Did It Again (Ospina’s Instrumental Dub) – 6:05 The Singles Collection kislemez 1. Oops!… I Did It Again – 3:30 2. Deep in My Heart – 3:34 |

## Slágerlistás helyezések és minősítések
| Kislemezlista (2000)              | Legjobb helyezés |
| --------------------------------- | ---------------- |
| Ausztrál kislemezlista            | 1                |
| Belga kislemezlista (Flandria)    | 3                |
| Belga kislemezlista (Vallónia)    | 1                |
| Brit kislemezlista                | 1                |
| Dán kislemezlista                 | 1                |
| Európai Hot 100 kislemezlista     | 1                |
| Finn kislemezlista                | 2                |
| Francia kislemezlista             | 4                |
| Holland Top 40 kislemezlista      | 1                |
| Ír kislemezlista                  | 2                |
| Japán kislemezlista               | 67               |
| Kanadai Hot 100 kislemezlista     | 1                |
| Német kislemezlista               | 2                |
| Norvég kislemezlista              | 1                |
| Olasz kislemezlista               | 1                |
| Osztrák kislemezlista             | 2                |
| Spanyol kislemezlista             | 1                |
| Svájci kislemezlista              | 1                |
| Svéd kislemezlista                | 1                |
| Új-zélandi kislemezlista          | 1                |
| USA Billboard Hot 100 lista       | 9                |
| USA Mainstream Top 40 (Pop Songs) | 1                |
| USA Top 40 Tracks                 | 2                |
| USA Rhythmic Top 40               | 8                |
| USA Radio Songs                   | 8                |
| USA Hot 100 Singles Sales         | 22               |
| USA Adult Pop Songs               | 27               |
| USA Hot Latin Tracks              | 39               |
| USA Latin Pop Songs               | 16               |

| Kislemezlista (2000)           | Helyezés |
| ------------------------------ | -------- |
| Ausztrál kislemezlista         | 35       |
| Belga kislemezlista (Flandria) | 16       |
| Belga kislemezlista (Vallónia) | 11       |
| Brit kislemezlista             | 15       |
| Francia kislemezlista          | 31       |
| Német kislemezlista            | 23       |
| Osztrák kislemezlista          | 12       |
| Svájci kislemezlista           | 7        |
| Új-zélandi kislemezlista       | 23       |
| USA Billboard Hot 100 lista    | 55       |

| Ország             | Minősítés    | Eladás   |
| ------------------ | ------------ | -------- |
| Ausztrália         | Platinalemez | 70 000+  |
| Ausztria           | Aranylemez   | 15 000+  |
| Egyesült Királyság | Aranylemez   | 470 000+ |
| Franciaország      | Aranylemez   | 250 000+ |
| Hollandia          | Aranylemez   | 40 000+  |
| Németország        | Aranylemez   | 250 000+ |
| Svájc              | Aranylemez   | 25 000+  |
| Svédország         | Platinalemez | 40 000+  |
| Új-Zéland          | Platinalemez | 15 000+  |

### Első helyezések
| Előző Santana - Maria Maria                                                  | Svéd kislemezlista lista első helyezettje 2000. Május 4. – 2000. Május 18.            | Következő Markoolio feat. Arne Hegerfors - Mera Mål!                             |
| Előző Santana - Maria Maria                                                  | Svájci kislemezlista első helyezettje 2000. Május 7. – 2000. Május 28.                | Következő Bon Jovi - It's My Life                                                |
| Előző Santana - Maria Maria                                                  | Európai Hot 100 kislemezlista első helyezettje 2000. Május 13. – 2000. Június 24.     | Következő Bon Jovi - It's My Life                                                |
| Előző Bloodhound Gang - The Bad Touch                                        | Olasz kislemezlista első helyezettje 2000. Május 5.                                   | Következő Bon Jovi - It's My Life                                                |
| Előző Melanie Chisholm feat. Lisa "Left Eye" Lopes - Never Be the Same Again | Holland Top 40 kislemezlista első helyezettje 2000. Május 13. – 2000. Május 20.       | Következő Bon Jovi - It's My Life                                                |
| Előző Melanie Chisholm feat. Lisa "Left Eye" Lopes - Never Be the Same Again | Norvég kislemezlista első helyezettje 2000. 18. hét – 2000. 22. hét                   | Következő DJ Aligator Project - The Whistle Song                                 |
| Előző Oxide & Neutrino - Bound 4 Da Reload (Casualty)                        | Brit kislemezlista első helyezettje 2000. Május 7. – 2000. Május 14.                  | Következő Madison Avenue - Don't Call Me Baby                                    |
| Előző Tina Arena - Les trois cloches                                         | Belga (Vallónia) kislemezlista első helyezettje 2000. Május 5. – 2000. Május 12.      | Következő Bomfunk MCs - Freestyler                                               |
| Előző Destiny’s Child - Say My Name                                          | Ausztrál kislemezlista első helyezettje 2000. Május 28. – 2000. Június 11.            | Következő Madison Avenue - Who The Hell Are You                                  |
| Előző Sisqó - Thong Song                                                     | Új-zélandi kislemezlista első helyezettje 2000. Június 4. – 2000. Június 11.          | Következő Melanie Chisholm feat. Lisa "Left Eye" Lopes - Never Be the Same Again |
| Előző Macy Gray - I Try                                                      | Billboard Mainstream Top 40 lista első helyezettje 2000. Június 10. – 2000. Július 1. | Következő 'NSYNC - It's Gonna Be Me                                              |

## Megjelenések
| Régió                                  | Dátum             | Formátum                     | Kiadó        | Katalógusszám |
| -------------------------------------- | ----------------- | ---------------------------- | ------------ | ------------- |
| Egyesült Államok                       | 2000. március 27. | Mainstream rádiós megjelenés | Jive Records |               |
| Európa (kivétel az Egyesült Királyság) | 2000. április 25. | CD kislemez                  | Jive Records | 9250559       |
| Európa (kivétel az Egyesült Királyság) | 2000. április 25. | CD maxi kislemez             | Jive Records | 9250552       |
| Európa (kivétel az Egyesült Királyság) | 2000. június 26.  | Remix CD                     | Jive Records | 9250792       |
| Egyesült Királyság                     | 2000. május 2.    | CD kislemez                  | Jive Records | 9250542       |
| Egyesült Királyság                     | 2000. május 2.    | Kazettás kislemez            | Jive Records | 9250544       |
| Japán                                  | 2000. május 3.    | CD kislemez                  | Jive Records | AVCZ95152     |

## Közreműködők
| - Britney Spears – vokál, háttérvokál - Max Martin – dalszerzés, komponálás, keverés, háttérvokál - Rami Yacoub – dalszerzés, komponálás - John Amatiello – Pro Tools mérnök - Esbjörn Öhrwall – gitár - Johan Carlberg – gitár - Thomas Lindberg – basszusgitár | - Nana Hedin – háttérvokál - Chatrin Nyström – tömegzaj - Jeanette Stenhammar – tömegzaj - Johanna Stenhammar – tömegzaj - Charlotte Björkman – tömegzaj - Therese Ancker – tömegzaj |

## Fordítás
- Ez a szócikk részben vagy egészben  az   Oops!... I Did It Again (song) című angol Wikipédia-szócikk fordításán alapul.  Az eredeti cikk szerkesztőit annak laptörténete sorolja fel. Ez a jelzés csupán a megfogalmazás eredetét és a szerzői jogokat jelzi, nem szolgál a cikkben szereplő információk forrásmegjelöléseként.